# CATI 90
CATI 90 (canon antitank d'infanterie de 90mm, с бельг.-фр. противотанковое 90-мм орудие для поддержки пехоты) — бельгийская САУ, истребитель танков по предназначению. Было построено 32 машины.

## История создания
После окончания Второй мировой войны у бельгийской армии отсутствовала какая-либо боевая бронетехника, за исключением некоторого числа британских бронеавтомобилей Guy и американских бронеавтомобилей Staghound, ранее принадлежавших бригаде Пирона, из которой и сформировались новые вооружённые силы. Конструкция лёгких танков T.15 и САУ T.13, разработанных в Бельгии ещё до войны, безнадёжно устарела. Тем не менее, на вооружении по-прежнему имелось огромное количество британских бронетранспортёров Loyd Carrier.
Программа MDAA по обеспечению государств-союзников военным оснащением, начатая в 1949 году, позволила Бельгии обзавестись современными танками, САУ и полугусеничной техникой американского производства, однако армии требовались собственные машины для непосредственной поддержки пехоты на поле боя. К 1953 году выбор пал на оснащение имеющихся БТР Loyd наиболее современными образцами бельгийского вооружения. К 1954 году была завершена разработка CATI 90, всего из бронетранспортёров в истребители танков было конвертировано 32 машины.

## Описание конструкции

### Бронетранспортёр Loyd
Корпус бронетранспортёра Loyd установлен на раму и сварен из бронелистов толщиной 7 мм, передний бронелист расположен под наклоном 45 град., остальные бронелисты расположены под прямым углом. Для упрощения залезания экипажа в новую бельгийскую САУ бортовые бронелисты получили прорези для установки откидных дверей. Для освобождения места под орудие лобовой лист также получил прорезь, а ящик для хранения, находившийся внутри БТР, был перемещён за боевое отделение — разделён на две части и прикреплён к лобовому бронелисту. Наводчик защищён бронещитом, установленным на прицел орудия. Ходовой мост бронетранспортёра также получил собственное бронирование.
При массе в 4,8 тонн, возросшей из-за установки дополнительного бронирования и орудия, 85-сильный V-образный 8-цилиндровый двигатель Ford позволяет развивать макс. скорость до 40 км/ч. Удельная мощность равна 17,7 л. с./т.

### Орудие Mecar
Орудие САУ производилось бельгийской компанией Mecar, имело калибр 90 мм, длину 28 калибров и было способно вести огонь различными типами боеприпасов, в том числе оперёнными кумулятивными, осколочно-фугасными и дымовыми снарядами. Основной кумулятивный боеприпас имел начальную скорость 633 м/с, бронепробиваемость до 350 мм и был способен поражать цели на максимальном расстоянии до 1 км. В период нахождения CATI 90 на службе ни один танк вероятного противника не имел бронирования, способного защитить танк от подобных снарядов.

## Операторы
- — 32 единицы находились на службе с 1954 по 1962 гг., позже все, кроме одной машины, были разобраны на металлолом. Орудия использовались для установки на остальные виды бельгийской бронетехники.

## Боевое применение
В период, когда CATI 90 находилась на вооружении бельгийской армии (1954-1962 гг.), Бельгия не участвовала в каких-либо конфликтах, где применялась эта САУ.

## Где можно увидеть

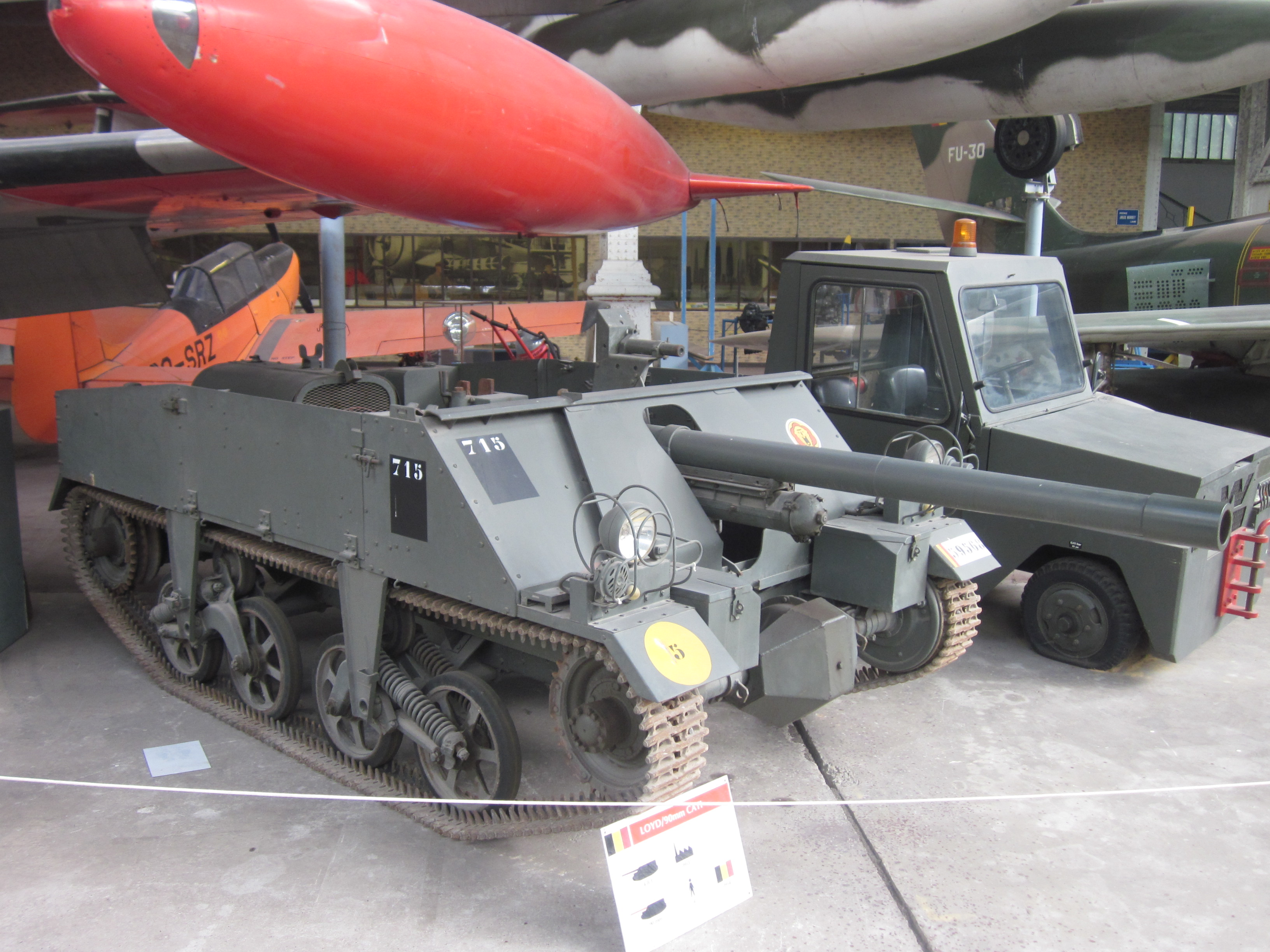
CATI 90 в 2019 г.

- Королевский музей армии и военной истории Бельгии, Брюссель - единственная сохранившаяся САУ CATI 90.